# Марк Естлі
Марк Естлі (англ. Mark Astley, нар. 30 березня 1969, Калгарі) — канадський хокеїст, що грав на позиції захисника. Грав за збірну команду Канади.

## Ігрова кар'єра
Хокейну кар'єру розпочав 1987 року.
1989 року був обраний на драфті НХЛ під 194-м загальним номером командою «Баффало Сейбрс». 
Протягом професійної клубної ігрової кар'єри, що тривала 16 років, захищав кольори команд «Лугано», «Амбрі-Піотта», «Баффало Сейбрс», «Рочестер Американс», «Лангнау Тайгерс» та «Базель».
Загалом провів 77 матчів у НХЛ, включаючи 2 гри плей-оф Кубка Стенлі.
Виступав за збірну Канади, на головних турнірах світового хокею провів 8 ігор в її складі.

## Досягнення
- Володар Кубка Шпенглера в складі збірної Канади — 1992.
- Чемпіон Швейцарії в складі «Лугано» — 1999, 2003.

## Статистика

### Клубні виступи
| Сезон              | Клуб                       | Ліга               | Регулярний сезон | Регулярний сезон | Регулярний сезон | Регулярний сезон | Регулярний сезон | Плей-оф | Плей-оф | Плей-оф | Плей-оф | Плей-оф |
| Сезон              | Клуб                       | Ліга               | І                | Г                | П                | О                | ШХ               | І       | Г       | П       | О       | ШХ      |
| ------------------ | -------------------------- | ------------------ | ---------------- | ---------------- | ---------------- | ---------------- | ---------------- | ------- | ------- | ------- | ------- | ------- |
| 1987–88            | «Калгарі Канакс»           | АЮХЛ               | 52               | 25               | 37               | 62               | 106              | 25      | 9       | 12      | 21      | —       |
| 1988–89            | Університет Лейк-Сьюперіор | ЦКХА               | 42               | 3                | 12               | 15               | 26               | —       | —       | —       | —       | —       |
| 1989–90            | Університет Лейк-Сьюперіор | ЦКХА               | 43               | 7                | 25               | 32               | 74               | —       | —       | —       | —       | —       |
| 1990–91            | Університет Лейк-Сьюперіор | ЦКХА               | 45               | 19               | 27               | 46               | 50               | —       | —       | —       | —       | —       |
| 1991–92            | Університет Лейк-Сьюперіор | ЦКХА               | 43               | 12               | 37               | 49               | 65               | —       | —       | —       | —       | —       |
| 1991–92            | Канада                     | ММ                 | 11               | 2                | 2                | 4                | 6                | —       | —       | —       | —       | —       |
| 1992–93            | «Лугано»                   | Швейцарія          | 30               | 10               | 12               | 22               | 57               | —       | —       | —       | —       | —       |
| 1992–93            | Канада                     | ММ                 | 22               | 4                | 14               | 18               | 14               | —       | —       | —       | —       | —       |
| 1993–94            | «Амбрі-Піотта»             | Швейцарія          | 25               | 4                | 9                | 13               | 17               | —       | —       | —       | —       | —       |
| 1993–94            | Канада                     | ММ                 | 13               | 4                | 8                | 12               | 6                | —       | —       | —       | —       | —       |
| 1993–94            | «Баффало Сейбрс»           | НХЛ                | 1                | 0                | 0                | 0                | 0                | —       | —       | —       | —       | —       |
| 1994–95            | «Баффало Сейбрс»           | НХЛ                | 14               | 2                | 1                | 3                | 12               | 2       | 0       | 0       | 0       | 0       |
| 1994–95            | «Рочестер Американс»       | АХЛ                | 46               | 5                | 24               | 29               | 49               | 3       | 0       | 2       | 2       | 2       |
| 1995–96            | «Баффало Сейбрс»           | НХЛ                | 60               | 2                | 18               | 20               | 80               | —       | —       | —       | —       | —       |
| 1996–97            | «Фінікс Роудраннерс»       | ІХЛ                | 52               | 6                | 11               | 17               | 43               | —       | —       | —       | —       | —       |
| 1997–98            | «Лугано»                   | Швейцарія          | 19               | 1                | 5                | 6                | 19               | 4       | 0       | 1       | 1       | 0       |
| 1998–99            | «Лугано»                   | Швейцарія          | 41               | 3                | 2                | 5                | 30               | 16      | 1       | 3       | 4       | 33      |
| 1999–2000          | «Лугано»                   | Швейцарія          | 40               | 1                | 13               | 14               | 46               | 13      | 0       | 5       | 5       | 14      |
| 2000–01            | «Лугано»                   | Швейцарія          | 5                | 1                | 3                | 4                | 2                | 18      | 1       | 2       | 3       | 12      |
| 2001–02            | «Лугано»                   | Швейцарія          | 37               | 0                | 10               | 10               | 79               | 13      | 2       | 3       | 5       | 10      |
| 2002–03            | «Лугано»                   | Швейцарія          | 38               | 4                | 16               | 20               | 93               | 16      | 0       | 4       | 4       | 38      |
| 2003–04            | «Лугано»                   | Швейцарія          | 42               | 6                | 12               | 18               | 95               | 13      | 1       | 4       | 5       | 58      |
| 2004–05            | «Лангнау Тайгерс»          | Швейцарія          | 44               | 1                | 8                | 9                | 36               | —       | —       | —       | —       | —       |
| 2005–06            | «Базель»                   | Швейцарія          | 43               | 6                | 9                | 15               | 76               | 5       | 0       | 1       | 1       | 12      |
| 2006–07            | «Базель»                   | Швейцарія          | 29               | 4                | 7                | 11               | 90               | —       | —       | —       | —       | —       |
| Усього в Швейцарії | Усього в Швейцарії         | Усього в Швейцарії | 393              | 41               | 106              | 147              | 640              | 98      | 5       | 23      | 28      | 177     |
| Усього в НХЛ       | Усього в НХЛ               | Усього в НХЛ       | 75               | 4                | 19               | 23               | 92               | 2       | 0       | 0       | 0       | 0       |

### Збірна
| Рік                | Команда            | Турнір             | І | Г | П | О | ШХ |
| ------------------ | ------------------ | ------------------ | - | - | - | - | -- |
| 1994               | Канада             | ОІ                 | 8 | 0 | 1 | 1 | 4  |
| Національна збірна | Національна збірна | Національна збірна | 8 | 0 | 1 | 1 | 4  |